# Maks Erik
Maks Erik, pierwotnie Zalmen Merkin (ur. w 1898 roku w Sosnowcu, zm. w 1937 roku w łagrze na Syberii) – żydowski krytyk i literaturoznawca, także historyk literatury jidysz. 

## Życiorys

### Wczesne lata
Erik dorastał na terenie Zagłębia Dąbrowskiego w Sosnowcu. Otrzymał bardzo dobrą edukację ogólną oraz żydowską. Jego prywatnym nauczycielem był m.in. Chajim Nachman Bialik. Oprócz tego, pobierał nauki w chederze. Uczęszczał do rosyjskojęzycznego liceum, po którym rozpoczął naukę w polskiej szkole oficerskiej (1919-1921). W 1921 r. ukończył ją ze stopniem oficera rezerwy. Po odbytej służbie, Erik postanowił rozpocząć studia prawnicze. Trwały one w latach 1921-1924 na Uniwersytecie w Krakowie. W roku 1922 przeniósł się do Wilna, gdzie w latach 1925-1926 uczył literatury polskiej oraz jidysz w tamtejszych liceach.

### Późniejsze życie oraz twórczość
W wieku dwudziestu lat Erik zaczął publikować swoje pierwsze artykuły w języku jidysz. Dotyczyły głównie ówczesnych pisarzy tworzących na terenie Europy. Rok 1920 to czas, w którym m.in. „Literarisze Bleter” opublikował jego teksty dotyczące takich osób, jak: Dawid Bergelson, Mosze Kulbak, Josef Opatoszu. W tym okresie Erik rozpoczął swoje badania nad literaturą jidysz. Skupił się na okresie do XVIII wieku. Stało się to głównym tematem jego późniejszych prac, m.in. książki Wegn altjidiszn roman un nowele (O starojidyszowej powieści i noweli). W tym samym roku opublikował także swój pierwszy esej w „Judisze Zamelbicher” I.M. Weissenberga, który dotyczył neokatolicyzmu oraz Hugo Cukermana. Jego pierwszą, wydaną w 1924 r., książką była Konstrukcje sztudjen: cu der konstrukcje fun der Goldene Kejt (Studium interpretacyjne: Interpretacja „Złotego łańcuszka”). Dotyczyła dwóch sztuk I.L. Pereca: Di goldene kejt (Złoty łańcuszek) oraz Baj nacht ojfn altn mark (Nocą na starym rynku). Jego pracę cechowała wnikliwa i samodzielna postawa badawcza. Przy tworzeniu książki Geszichte fun der jidiszer literatur: Fun di eltste cajtn biz der haskole-tkufe (Historia literatury jidysz: Od najwcześniejszych czasów do okresu haskali) odwiedził wiele bibliotek w Zachodniej Europie.
W roku 1929 osiedlił się na terenie Związku Radzieckiego z nadzieją, że nowoczesna literatura jidysz zachwyci radykalną część żydowskiej społeczności. Przeszkadzała mu w tym działalność w partii politycznej Poalej Syjon. Najpierw zamieszkał w Mińsku, skąd był zmuszony przenieść się do Kijowa w roku 1932. Na terenie Związku Radzieckiego nauczał w różnorakich żydowskich instytucjach, czy placówkach naukowych. W tym okresie jego prace coraz częściej przybierały punkt widzenia preferowany przez partię. Musiał prawie całkowicie zrezygnować z badań nad literaturą jidysz. Skupił się na badaniach nad haskalą w Niemczech oraz Galicji – Etjudn cu der geszichte fun der haskole (Studium na temat historii haskali). Jego publikacje dotyczyły także Szaloma Asza. W roku 1936 po likwidacji Instytutu Żydowskiej Kultury Proletariackiej na Ukraińskiej Akademii Nauk został aresztowany i jako ofiara prześladowań żydowskich w Związku Radzieckim zesłany do łagru na Syberii, gdzie rok później umarł.

#### Podział literatury jidysz
Maks Erik sformułował teorię dotyczącą podziału literatury jidysz na dwa okresy. Był to „szpilman period” (okres trubadurów) oraz „muser period” (okres etyczny). Teoria ta łączy tradycyjny judaizm ze świeckimi tendencjami w literaturze jidysz. Według Erika żydowski trubadur był prototypem współczesnego i świeckiego twórcy tej literatury, który czerpał z innych języków i przystosowywał kompozycje do języka jidysz. Już za życia spotkał się z krytyką tej tezy, a ostatnie badania obaliły ją całkowicie.

### Ciekawostki
- Jego wujkiem był Jicchak Pejsekzon – założyciel Powszechnego Żydowskiego Związku Robotniczego[2].
- Poślubił swoją uczennicę – Idę Rosenhein[5].